# Casa-fàbrica Fontserè
La casa-fàbrica Fontserè, també coneguda com casa Francesc Enrich Fontserè, és un conjunt arquitectònic situat al carrer de Sant Pere Més Baix, 48-50 de Barcelona, catalogat com a bé cultural d'interès local.

## Història
El 1632, el notari Rafael Vic (usufructuari) i la seva esposa Marianna (propietària) van establir en emfiteusi la casa núm. 48 al procurador causídic Pere Roca, i el 1655, el seu fill Benet, prevere de Sant Pere de les Puel·les, la subestablí al metge Antoni Morell. El 1666, ambdues emfiteusis foren restituïdes, i Morell obtingué d'Anna, vídua del velluter Francesc Melcior, i del seu fill Francesc, botiguer de draps a Ponts, successors dels cònjuges Vic, un nou establiment. El 1672, Morell i les seves dues filles: Maria, casada amb el mercader Francesc Armant, i Gertrudis, casada amb el notari Isidre Famades, van obtenir la propietat del núm. 50 per adjudicació a la cúria del Veguer de l'herència del seu sogre, el paraire Antoni Bugunyà, mort ab intestato. La casa era descrita en els documents notarials com a una «casa amb un portal novament construït, un hort annex amb alguns tarongers i un pou».
El 1691, Morell va ser elegit conseller en cap de Barcelona per la plaça destinada a doctors de medicina i lleis, i l'any següent, va fer reformar la seva residència, unificant les dues finques a nivell del primer pis i construint-hi sengles balcons. Va morir el 1702, i en el seu testament llegà la casa núm. 48 (excepte les dues habitacions del primer pis unides al núm. 50) a Gertrudis, que el 1707 la va establir en emfiteusi al fuster Ramon Rotllant. Posteriorment, va passar a mans del seu fill Carles, i després a les filles d'aquest, Clara i Josepa, aquesta darrera casada amb el fuster Segimon Cornellas, que el 1793 va demanar permís per a modificar el portal i obrir-hi l'accés a l'escala de veïns, i novament el 1795 per a obrir una finestra al segon pis.
Morell va llegar la casa del núm. 50 a les seves besnetes Maria i Antònia Camps i Armant, filles de la seva neta Gertrudis Armant i Morell i de Francesc Camps, batxiller de lleis, que el 1732 la van establir en emfiteusi al peixater Segimon Guardiola. El 1760, el seu fill Francesc, fabricant de mitges de seda, la va tornar a establir a Josep de Montanyola i Preen, capità del Regiment d'Infanteria d'Astúries. La seva germana Manuela es va casar amb Ramon de Berart i de Ramon, baró d'Esponellà, i el 1785, les seves filles Agnès (que heretà el títol) i Gaietana de Berart i de Montanyola l'establiren en emfiteusi al fabricant d'indianes Pau Fontserè, que fins aleshores la tenia en lloguer. Aquest havia començat la seva activitat el 1772, al mateix temps que el seu sogre Joan Carrès, segons Molas. El 1774, aquest tenia 12 telers i Fontserè 13, i a aquest darrer un paraire de Berga li subministrava els filats de cotó, segons Thomson. Posteriorment, es va associar a la Companyia de Filats de Cotó, i la seva vídua Gertrudis Carrès i Pla (filla de Joan Carrès i Antònia Pla) encara hi pertanyia el 1797.
Gertrudis va morir el 1806, i segons l'inventari post mortem realitzat per l'hereu Josep Fontserè i Carrès, a la «quadra dels teixidors» hi havia 13 telers de fusta, quatre peces «flamores» començades, dos bancs de fusta per a plegar les peces, dos cistells de fusta i una pila de 10 o 12 quintars de llenya de pi; i al magatzem, una taula de pedra per pintar el cotó, una caixa per posar-hi els canons buits, una balança de llauna i diverses quantitats de cotó de diferent tipus i qualitat. L'any següent, Josep Fontserè adquirí la casa núm. 48 a Gaietana Cornelllas i Rotllant i al seu marit Joan Ardit i Quer, fuster. Després de la mort sense fills de Josep i el seu germà Pau, el 1849 la propietat del núm. 50 va passar a mans del seu nebot Francesc Enrich i Fontserè (1805-1883), fill d'Isabel Fontserè i Carrès i del fabricant d'indianes Josep Enrich, i casat amb Rosa Capmany i Piqué. El 1859 va encarregar la reforma de la façana al mestre d'obres Jeroni Granell i Barrera, que va construir el balcó del segon pis i va estucar la façana amb una imitació d'encintat de carreus, actuació que també va afectar el primer pis del núm. 48.

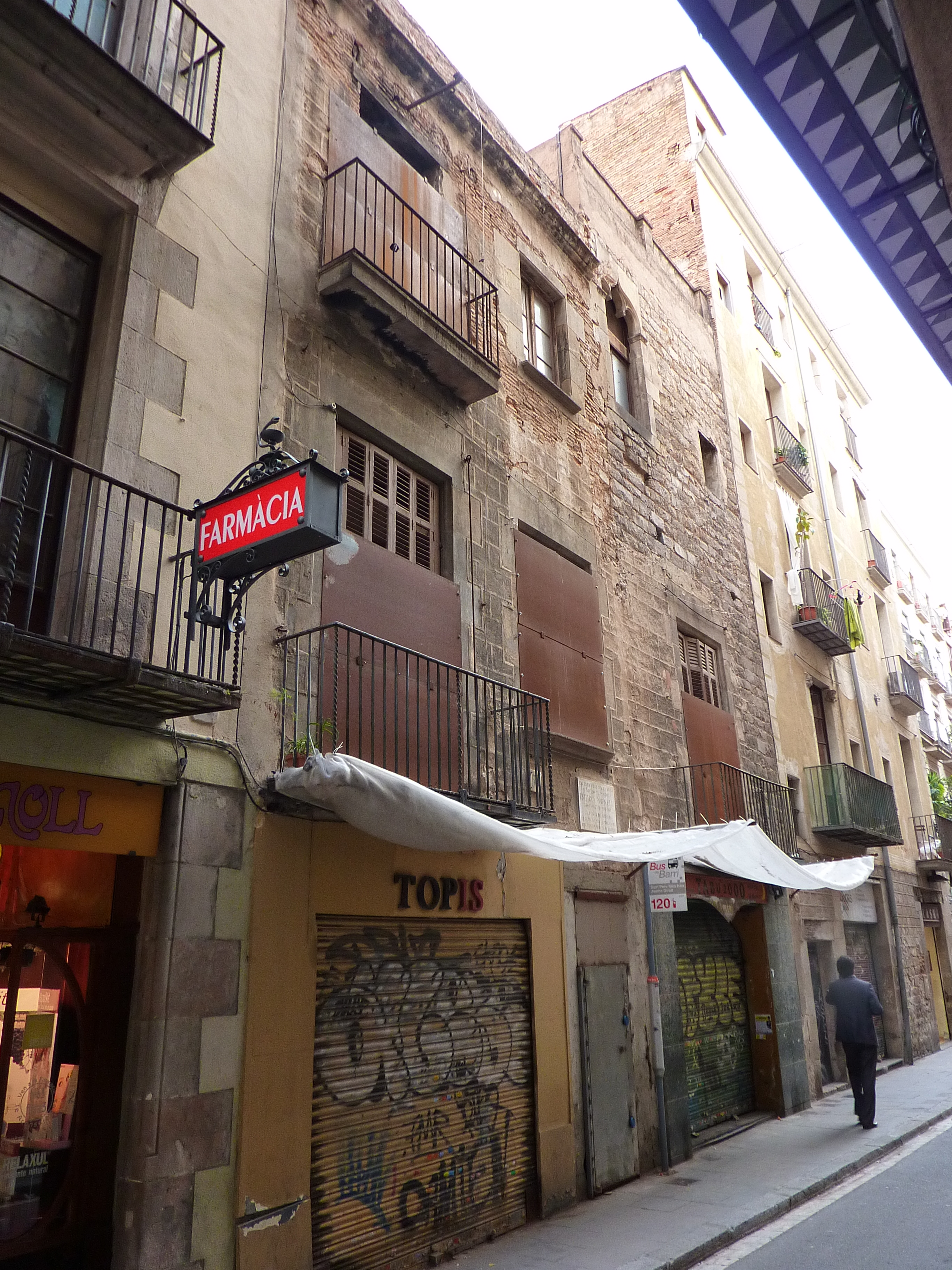
Façanes abans de la reforma

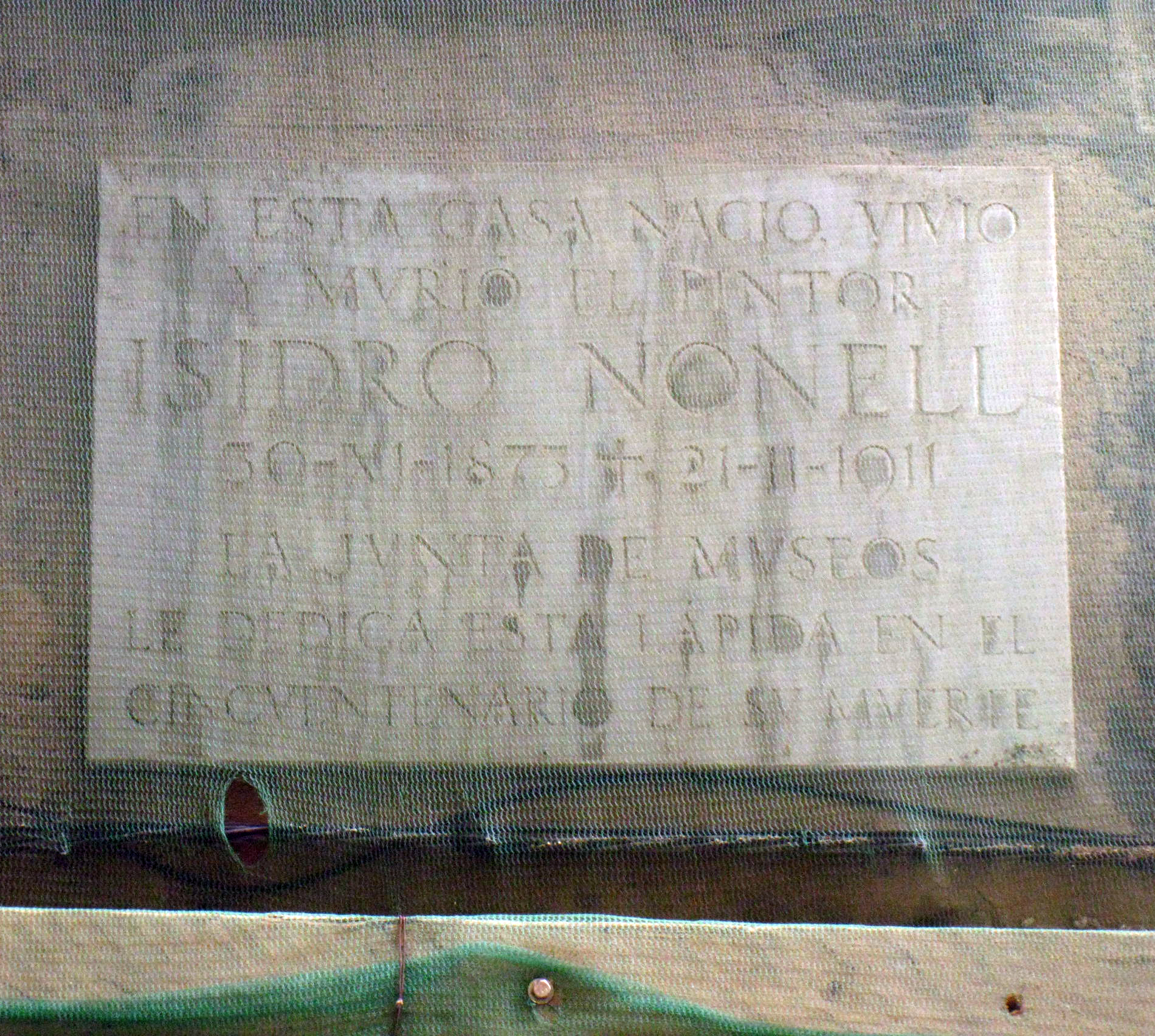
Placa commemorativa del 50è aniversari de la mort del pintor Isidre Nonell (desapareguda)

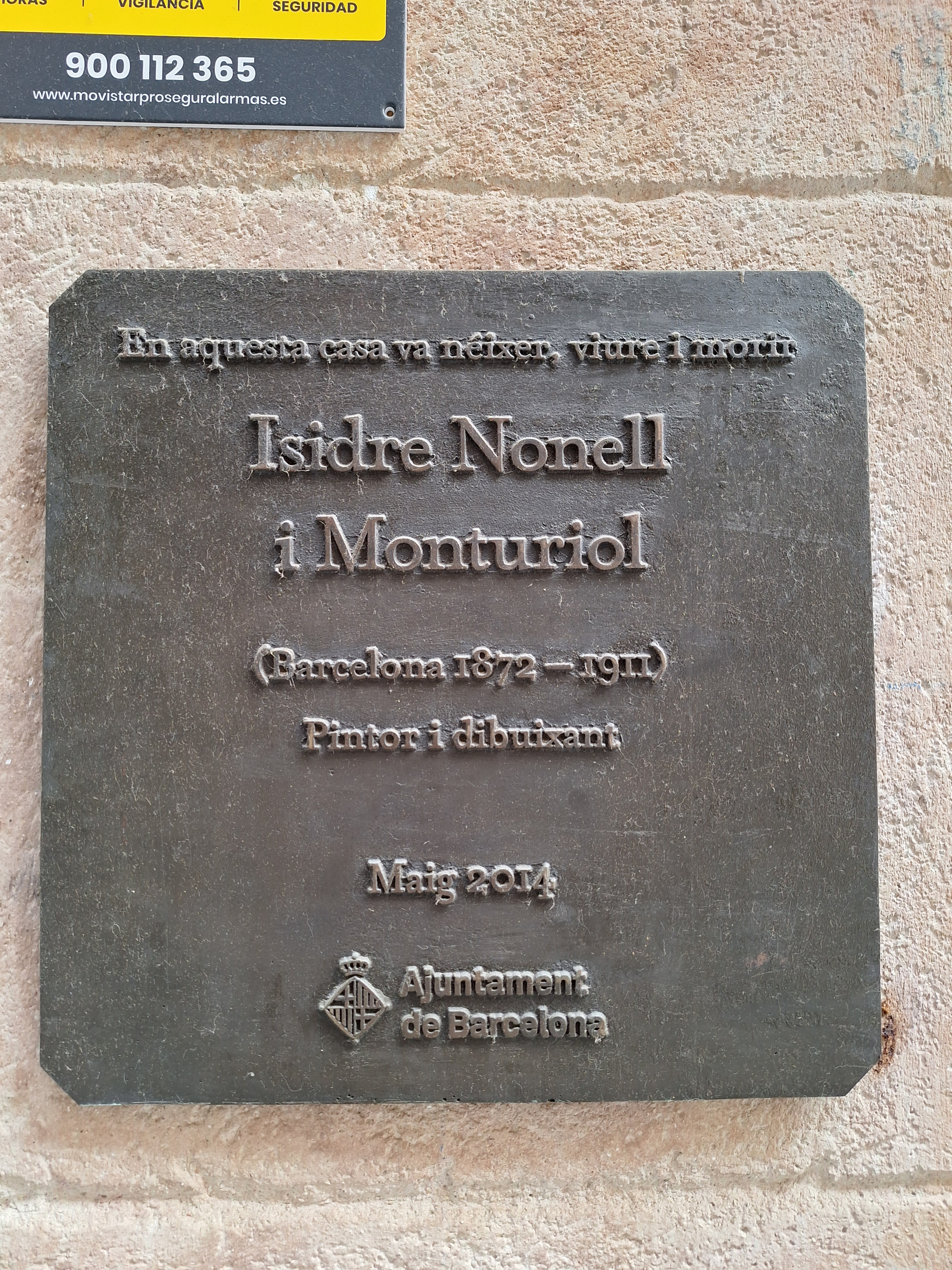
Placa commemorativa d'Isidre Nonell

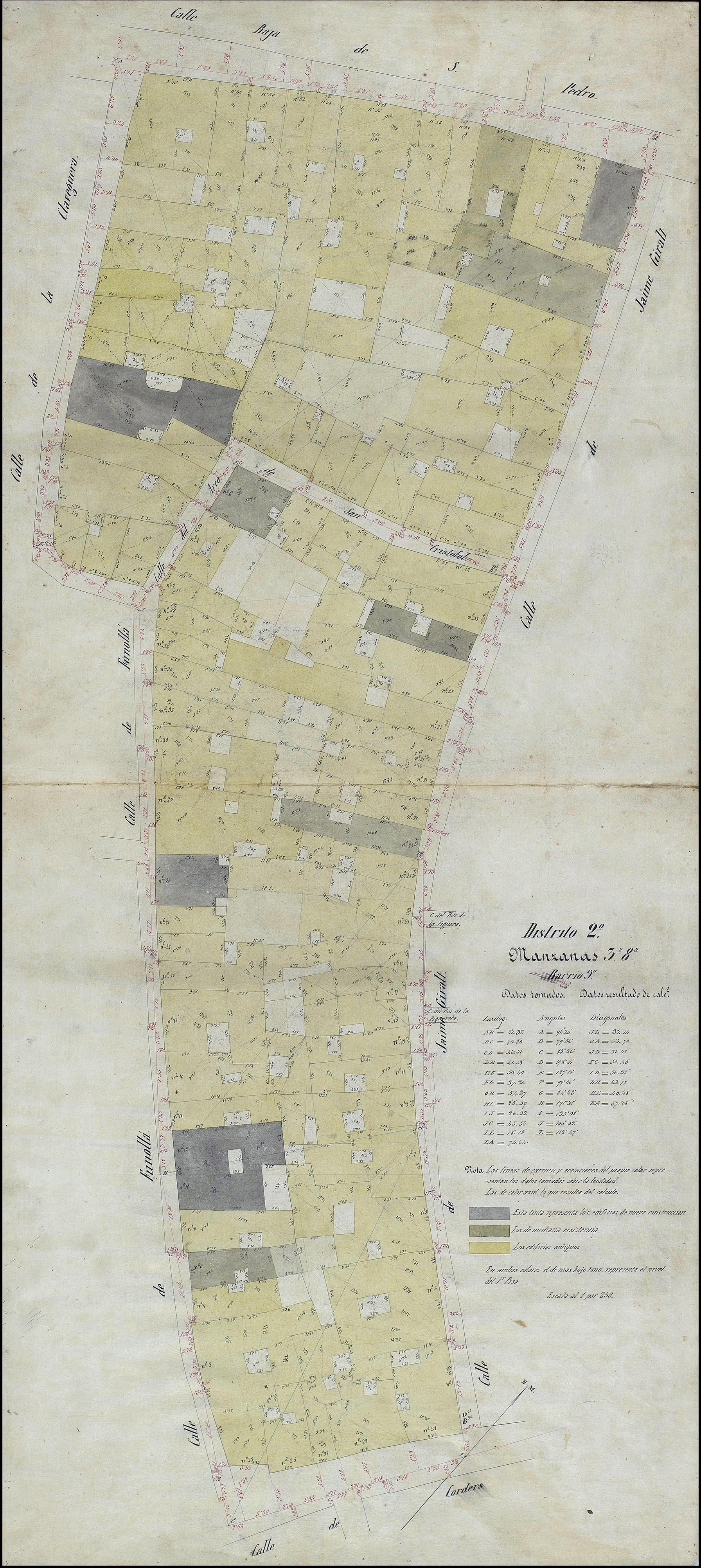
Quarteró núm. 39 de Garriga i Roca (c. 1860)

El 1876 hi havia la fàbrica de pastes de sopa d'Isidre Nonell i Torrents, que va sol·licitar permís per a instal·lar una màquina de vapor de 2 CV (amb la corresponent xemeneia) en substitució de l'antic vogit (motor cilíndric mogut per cavalls). El seu fill era el pintor modernista Isidre Nonell i Monturiol (1872-1911), la infància i adolescència del qual es va enquadrar en aquest marc, reflectit en algunes de les seves primeres obres: El pati, Interior de botiga i Racó de fàbrica.
A la mort de Francesc Enrich el 1883, la propietat va passar a mans del seu fill Pau Enrich i Capmany. La seva vídua Joaquima Mayol i Castellet (†1913) la llegar les cases a les seves filles Teresa i Concepció. El 1949, aquesta darrera va vendre la seva part a Teresa, per la qual cosa va quedar-ne com a única propietària, i el 1965 les va vendre a la Compañía Internacional de Seguros SA, absorbida el 1995 per Rosma SA, que el 1998 les va vendre a HUSTAC-7 SL. El 2006, aquesta empresa va promoure el «Pla Especial Integral (PEI) de regulació de les condicions de reforma i ampliació de l'edificació inclosa en el catàleg del patrimoni arquitectònic historicoartístic de Barcelona al carrer de Sant Pere Més Baix núm. 48-50», que no es duria a terme.
Posteriorment, la propietat va passar a mans de CAT AIGÜES SL, que hi va incloure el núm. 52 sense la farmàcia de la planta baixa, i el 2013 va promoure «Pla Especial Integral (PEI) de regulació de les condicions d'edificació de les finques situades al carrer de Sant Pere més Baix, núms. 48-50 i 52», a carrèc de l'arquitecte Juli Pérez-Català. Aquesta actuació va comportar la unificació a nivell del segon pis d'ambdues finques, desplaçant la finestra gòtica del núm. 48 i posant-la al nivell del balcó del núm. 50, a més d'estendre-hi l'encintat de carreus.
Arran de les obres, la placa commemorativa del 50è aniversari de la mort del pintor (1961) va ser arrencada i el maig del 2014 s'hi va col·locar una de nova al núm. 38 del mateix carrer, un error atribuïble a la monografia sobre el pintor de l'historiador Enric Jardí. Finalment, l'any 2023 la placa fou restituïda a l'emplaçament correcte.

## Descripció
Es tracta d'un conjunt d'edificis de planta baixa, dos pisos i una remunta moderna. El núm. 48 és una construcció medieval que podria datar del segle xv i que al segon pis conserva l'element més distintiu de la façana, una finestra d'arc conopial trevolat. Els baixos han estat molt modificats, però a l'interior és visible un arc de mig punt d'època medieval.
La casa del núm. 50 és del segle xvii i presenta dues obertures a la planta baixa, la més estreta de les quals dona accés a l'escala de veïns. Cada pis té una finestra i un balcó, al primer, de llosana de rajola i ferro i, al segon, de llosana de pedra. La façana es corona amb una cornisa motllurada.
La casa del núm. 52 podria datar del segle xvii i s'estructura amb dues obertures
emmarcades amb carreus de pedra per planta. Els balcons són de llosana de ceràmica i ferro forjat al primer pis i de pedra motllurada al segon.